# Neocoelidiana fulgida
Neocoelidiana fulgida är en insektsart som beskrevs av Delong 1953. Neocoelidiana fulgida ingår i släktet Neocoelidiana och familjen dvärgstritar. Inga underarter finns listade i Catalogue of Life.